# Chaser
Chaser (в России была издана под названием «Chaser: Вспомнить всё») — компьютерная игра в жанре научно-фантастического шутера от первого лица, созданная компанией «Cauldron HQ» и выпущенная компанией «JoWooD Productions» в 2003 году.

## Мир
Когда представители 34 крупнейших компаний из различных отраслей промышленности создали Марсианский Консорциум — Марскорп — никто не мог даже вообразить, какое чудовище они произвели на свет. Изначально главной целью Консорциума декларировалось превращение Красной планеты в голубую. Но после назначения на главный руководящий пост амбициозного промышленного магната Сэмюэла Лонгвуда, Консорциум превратился в полумафиозный картель. С тайной помощью от всесильной ООН, он стал главным инструментом для контроля над Марсом и его обитателями. Последним никогда не нравилось, что их судьбами распоряжаются из далёкого Нью-Йорктона (сленговое название конгломерата Нью-Йорка и Трентона), так что на первых порах они целиком поддерживали власть Консорциума. Многие даже были уверены, что Лонгвуд рано или поздно возглавит движение за независимость Марса… За эту наивность многие заплатили собственными жизнями.
Марсианская полиция и секретные агенты Лонгвуда яростно преследовали всех, кто смел даже просто заикнуться о марсианской независимости. Движение, бывшее когда-то многочисленным и влиятельным, превратилось в небольшую группу сепаратистов, ведомую бывшим университетским профессором Грэхемом Кастором. Сегодня этого человека называют не иначе как Командор Кастор. Для одних он — борец за свободу, для других — сорняк, который следует выдернуть с корнем. Кастор сплёл сложную, глубоко законспирированную сеть, основой которой стали отдельные, независимые боевые группы. Вся организация, таким образом, была практически бессмертна. Вернувшись к старым способам связи, сепаратисты сохраняли свои контакты в тайне. Видя, что его люди не в силах совладать с врагом, Лонгвуд разворачивает кампанию террора. Всякий, на кого падало подозрение в сотрудничестве с Кастором, подвергался жестоким репрессиям. Сотни людей бесследно исчезали. Других судил антитеррористический трибунал ООН, и они были приговорены ко многим годам тюремного заключения. Эти меры развязали сепаратистам руки. До тех пор Кастор выступал против вооружённого сопротивления Консорциуму…
Генеральный секретарь ООН Вебстер Джонс делегировал на Марс лучшего офицера РАООН (Разведывательного агентства Организации Объединённых Наций) Скотта Стоуна с целью помочь Консорциуму раз и навсегда избавиться от угрозы. Организация Кастора вступила в жестокую схватку со Стоуном и его головорезами… Одним из главных лидеров сопротивления был человек по имени Джон Чейзер…

## Сюжет

### «Маджестик»
Очнувшись на космической станции «Маджестик» («Majestic»), главный герой сталкивается с коммандос, проникшими на станцию, которые, по пути уничтожая персонал станции, охотятся за ним, называя его Чейзером. Главный герой — Джон Чейзер (англ. John Chaser)  — по неизвестным причинам лишился памяти и, таким образом, на станции «Маджестик» для него началась новая жизнь. Чейзер понимает, что станция сейчас взорвётся и потому спешит найти спасательную капсулу, найдя которую, он спускается на Землю. Станция разрушается.

### Монтек-Сити
Капсула вместе с Чейзером падает на здание в Монтек-Сити, которое рейдеры используют в качестве своей базы. Уничтожая недружелюбных рейдеров, главный герой бежит с их базы и попадает на улицы Монтек-Сити. Временами у него появляются воспоминания, связанные с Марсом и неким Стоуном. Чейзер заходит в первый попавшийся бар. На входе его замечает некий негр по имени Томми, который, когда он уже зашёл, сообщает по рации боссу о появлении «одного интересного персонажа», который может его заинтересовать.
В баре Чейзер разговорился с Майком Гомесом, который настоятельно рекомендует бежать из этого города, дабы не нарваться на Семью — местную мафию, возглавляемую Валлеро. Каждому члену Семьи имплантируется маленький металлический паук. По желанию Валлеро или если просто отойти далеко от города паук может взорваться. Чейзер принял это во внимание и пошёл к выходу из бара, но там его уже поджидал Валлеро с охранниками. Чейзеру приходится идти за ним. Главному герою имплантируют паучок и дают первое задание. Он вместе с Гомесом подъезжает к зданию Огавы — конкурента Валлеро, проникает в него и подслушивает разговор Большого Дракона и Огавы. Оказывается, раньше Огава (один из лидеров местной японской мафии) контролировал весь город, но после пожара в районе Монтек-Сити под названием Маленький Токио власть в городе взял Гектор Валлеро. Огава: «Уверен, ему в этом помогли его марсианские друзья».
Вскоре Чейзер получает второе задание. Он вместе с группой других бойцов Семьи отправляется на водоочистную станцию. Её захватили рейдеры, контролирующие чёрный рынок воды. Они собираются захватить монополию на питьевую воду и проносят в здание бочки с химикатами. Попытка возврата станции Гектору Валлеро заканчивается не очень удачно — химикаты попадают в воду и заражают её.
Через какое-то время Гомес сообщает Чейзеру, что избавится от паучка может помочь одна женщина в Маленьком Токио — Симако Сакаи, но её «взяла в оборот» Якудза (японская мафия в Монтек-Сити) и заставляет её совершенствовать своих солдат. Чейзер отправляется в Маленький Токио, выносит мешающих солдат Якудзы и добирается до Симако. Она избавляет его от паука. Чейзер говорит ей, что собирается на Марс, дабы найти Стоуна. Симако в ответ даёт ему карточку некого Ахмеда Кабира, который сможет ему помочь с билетом на Марс. И тут в дом Симако врываются вооружённые люди и убивают её. Это карательный отряд Валлеро, посланный разгромить Маленький Токио и убить Симако. Чейзер бежит. Гомес подъехал в Маленький Токио и подобрал Чейзера. По пути с Гомесом связался Валеро по вопросу о местонахождении Чейзера, которого никак не может найти. Гомес его успокаивает, говоря, что Чейзер с ним. Валлеро приказывает им явится в аэропорт. В аэропорту Валлеро отдаёт Чейзеру и остальным бойцам, что прибыли в аэропорт, приказ разобраться с Огавой и Большим Драконом в их пентхаусе. Прежде, чем улететь со всеми на самолёте, чьим пилотом назначен Майк Гомес, Чейзер подкидывает в открытый багажник машины Валлеро своего паучка, которого ему удалила Симако. Самолёт отправляется к пентхаусу. Тут к Валлеро подходит один из его людей сообщает о том, что Чейзер был в Маленьком Токио. Валлеро решает убить Чейзера и Гомеса, активировав их паучков. Он нажимает на кнопку пульта, взрывая паучка Чейзера, который находится рядом с Валлеро — в машине. Валлеро погибает от взрыва.
Отряд солдат Валлеро десантируется на пентхаус. Тут членам отряда сообщают по рации, что Валлеро мёртв и главный подозреваемый — Чейзер. В результате, Чейзер теперь и против японцев в пентхаусе, и против солдат Семьи. Чейзеру удаётся справится с трудностями в пентхаусе и уничтожить Сато Огаву и Большого Дракона. Главный герой связывается с Кабиром, и Кабир даёт ему свои координаты. Чейзер прибывает по адресу на склад компании «Портленд» и встречается с Кабиром. Но тут на склад нападают бойцы кузена Кабира по имени Халид. Халид решил убить Кабира и перехватить бизнес. Чейзер помогает Кабиру и его людям отразить нападение. После этого главный герой отправляется на маяк, чтобы со снайперской винтовкой расчистить путь грузовика Кабира, движущегося к докам, от рейдеров. После успешного выполнения операции Чейзер отправляется к докам «мокрой дорогой» — под водой в бронированном гидрокостюме, ориентируясь по маячкам, находящимся под водой.
Когда Чейзер прибыл в гавань, Кабир сообщил по рации, что гавань захвачена солдатами Семьи. Томми, ставший преемником Валлеро, узнал о том, где Чейзер из уст одного из подручных Кабира, который втихую ему позвонил. На гавани также есть сам Томми, жаждущий убить Чейзера и отомстить за Валлеро. Томми — превосходный боец, но и он оказался убит Чейзером. Когда гавань была очищена от членов Семьи, Кабир погрузил в подлодку неизвестный груз и отправился на ней вместе с главным героем в Советскую Россию, в Анадырь.

### Сибирь
В порту на Кабира отреагировали неадекватно — открыли огонь. Похоже, что всё это подстроил Халид. Чейзер для Кабира нашёл в ангаре и починил красноармейский грузовик, на нём Кабир и Чейзер отправились в Новый Ерополь. Перед въездом на железнодорожную станцию Кабир остановился и приказал Чейзеру найти способ открыть ворота. Чейзер, по своему обыкновению, вынес всех людей на базе и открыл ворота. Кабир испугался, что после такой бойни на него ополчится вся Красная Армия и решил убить Чейзера, считая, что «если русские найдут его труп, вопрос будет исчерпан, расследование прекратится». Чейзер подходит к Кабиру и его подручному (тому, который звонил Томми насчёт Чейзера). Кабир стреляет.
Много позже Чейзер очнулся где-то в российской глубинке в деревянной избе. Хозяин дома — Евгений Фёдорович Соколов, полковник в отставке — рассказал, что когда они его уже собирались прикончить, появился человек в чёрном и заставил их отступить. Этот человек ввёл Чейзеру какой-то преперат и ушёл. Тогда Евгений положил Чейзера в свой «ГАЗик», отвёз к себе и вынул все пули.

Евгений Фёдорович рассказал Чейзеру о том, что его сын — Пётр — раньше работал на космодроме. Сейчас космодром принадлежит дагестанцу по имени Абдул Хамид, но его люди называют его Кабиром, а Пётр сидит в трудовом лагере. Чейзер решает отправиться в путь, чтобы освободить Петра, который должен знать, как проникнуть на космодром. Когда Чейзер покинул дом Евгения, к Евгению постучался неизвестный. Евгений открыл дверь, и неизвестный выстрелил в него из пистолета.
В лагере для заключённых Чейзер нашёл Петра и освободил его. Позже Пётр показал самый удачный проход на космодром и ушёл. На космодроме Чейзер встречает Кабира, убивает его и покидает Землю.

### Марс
Спустя 5 месяцев главный герой добирается до Марса. В марсианском космопорту возникли сложности с предоставлением документов, и Чейзеру пришлось бежать от преследующих его охранников. Но в административной зоне аэропорта в Чейзера сзади выстреливают усыпляющей пулей. Чейзер падает и не видит, что это был Гомес. Указав на усыплённого Чейзера, Гомес приказывает стоящему рядом охраннику доставить его к некому Фьорентино.
Чейзер просыпается в тюрьме. Там с ним заводит разговор сокамерник по имени Джей, который называет Чейзера одним из лидеров сопротивления — повстанческой организации, борющейся за свободу Марса, а себя — его давним другом. За этой тюрьмой посредством камеры наблюдают Гомес и сам Лонгвуд — глава компании «Марскорп». Гомес: «Он (Чейзер) его вспомнил». Лонгвуд: «Да… Трюк с Фьорентино оказался хорошим решением. Посмотрим, что будет дальше…» А дальше Джей излагает Чейзеру план побега. Чейзер считает, что их наверяка прослушивают, но Джей успокаивает его, утверждая, что здесь камеры без микрофонов (это неправда).
План побега удался. Джей и Чейзер пришли в бар Сида — он тоже повстанец. Сид говорит Чейзеру, что Стоун был на станции «Маджестик», и что Стоун — лучший из людей Лонгвуда, а Чейзер — один из немногих, кто пережил встречу с ним. Сид докладывает, что на южном полюсе Лонгвуд ведёт строительство большого военного комплекса и фабрики по клонированию, а недавно в дополнение было создано «Тёмное око» — устройство, передающее человеческое сознание как радиосигнал и способное копировать сознание. То есть сознание хорошо обученного солдата можно передать сотням и тысячам клонов — так можно создать непобедимую армию. Но прототип будущей армии — Скотт Стоун был на Земле на неизвестном сверхсекретном задании, потому клонирование ещё не началось, но точно известно, что он недавно вернулся, а значит нужно действовать без промедления. Сид: «Теперь это не просто борьба за свободу Марса, это бой за выживание». План таков — уничтожить Лонгвуда, когда он будет ехать в поезде на южный полюс. Для этого понадобится взрывчатка «ТОПЕКС», которую можно взять на военном комплексе, в который можно проникнуть под видом техников, которые приезжают туда каждые две недели, чтобы проверить систему.
Повстанцы, подъехав на специальных машинах по поверхности Марса к военной базе, подверглись нападению — что-то их выдало. Чейзер, пока шли бои у ворот базы, проник в комплекс и захватил его. Повстанцы прошли в комплекс, а Чейзер, используя экзоскелет, вышел наружу защищать ворота от попытки солдат «Марскорп» вернуть себе станцию. После Чейзер с повстанцами отправились закладывать заряд «ТОПЕКСа» в железнодорожный туннель. Взрывчатка взорвалась как раз тогда, когда над ней начал проезжать поезд Лонгвуда.
Позже Чейзер с Сидом и Джеем, сидя в баре, праздновали победу над Лонгвудом. Теперь Джей, Сид и Джон Чейзер отправляются в повстанческий Штаб, находящийся на старой недостроенной российской базе в кратере Ломоносова, покинутой русскими, когда весь южный сектор обрушился. После того, как Чейзер с Джеем и Сидом вошли на базу, на них сзади напали солдаты «Марскорп». Джей умер сразу, Чейзер успел забежать за ящики, Сид, находящийся при смерти, активирует кнопкой пульта защитную автоматику и пулемёты уничтожают вражеских солдат. Находясь при смерти, Сид говорит Чейзеру, чтобы тот нашёл командование Штаба и сказал бы Кастору, что среди своих есть предатель.

### Эпилог
Чейзер пробегает через этаж, напичканный защитной автоматикой, попутно уничтожая её. Далее, находясь в пути к командованию, является свидетелем перестрелок повстанцев, командос и солдат Лонгвуда. Бойцы «Марскорп» тотально проникли на базу. Уничтожая их, проделав долгий путь, Чейзер доходит до помещения, в котором, к его изумлению стоит живой и невредимый Лонгвуд с кучей охранников. И тут заходят ещё двое охранников, которые тянут с собой еле живого Командора Кастора. В процессе ожесточённой беседы Чейзера, Лонгвуда и Кастора выясняется, что это Кастор напал на «Маджестик», чтобы из мозга Чейзера не сосканировали секретную информацию о планах повстанцев. Также выясняется, что главный герой — Стоун. Лонгвуд: «Ты и есть Стоун! Я привёл тебя в этот мир как повстанца, жаждущего мести… Ты прекрасно справился с заданием. …Если бы армия Кастора не повредила твою память, ты бы справился с заданием гораздо раньше, а Гомес и Симако помогли бы тебе в этом…» По словам Лонгвуда, память настоящего Чейзера, убитого Стоуном, не была полностью сосканирована. Тогда было решено изменить внешность Стоуна и влить в него сознание Чейзера, но процесс прервался, и Стоун лишился памяти. В результате в Стоуне остались лишь туманные воспоминания обеих личностей. Кастор кричит Чейзеру (Стоуну?), что он не Стоун, а Джон Чейзер, а Лонгвуд блефует. Лонгвуд Чейзеру: «Твое место среди нас». В результате тот, кого ранее называли Чейзером, выстреливает в Кастора. Лонгвуд говорит, что можно было бы с его помощью отыскать оставшиеся повстанческие ячейки, но теперь всё равно повстанцев, оставшихся без лидера, будет нетрудно переловить, и Чейзер (Стоун) только что подписал их смертный приговор. Чейзер (Стоун) в ответ: «Или спас их, Лонгвуд… Я понял, что у тебя на уме.» По команде Лонгвуда «Держите Стоуна!» охранники его расстреливают и уносят. При этом Чейзер не выглядит мёртвым — он продолжает дышать и моргать.

## Игровой процесс
Игра является типичным представителем класса шутеров от первого лица. В игре главному герою приходится сражаться с управляемыми компьютером противниками, используя оружие разных видов.
В игру встроена возможность slo-mo. По одному нажатию кнопки время замедляет свой ход, предоставляя игроку несомненное преимущество над врагами. По умолчанию, на данный режим не назначена клавиша.

## Отзывы
| Сводный рейтинг       | Сводный рейтинг |
| Агрегатор             | Оценка          |
| --------------------- | --------------- |
| GameRankings          | 70,04 %         |
| Иноязычные издания    |                 |
| Издание               | Оценка          |
| GameSpot              | 8 из 10         |
| IGN                   | 7,5 из 10       |
| Русскоязычные издания |                 |
| Издание               | Оценка          |
| Absolute Games        | 60 %            |

Игра получила в основном положительные оценки от критиков. Скотт Осборн в обзоре на сайте Gamespot дал игре оценку 8 из 10, сказал, что игра предлагает «большое количество волнующего действия в духе старой школы для игр жанра». Крис Хадэк на IGN оценил игру в 7.5 из 10 за «кинематографическую подачу и ловкие сюрпризы».